# Campbellsville
Campbellsville è un comune degli Stati Uniti d'America, situato nello Stato del Kentucky, nella contea di Taylor, della quale è il capoluogo.